# Dénes Tamás (műsorvezető)
Dénes Tamás (Budapest, 1970. február 14. –) rádiós-, televíziós műsorvezető, tanár, újságíró, reklámhang, ceremóniamester, PR-szakember.

## Élete
Értelmiségi családba született, édesapja Dénes György, a Magyar Barlangi Mentőszolgálat alapítója, hidrogeológus, történész, édesanyja Lustig Valéria kémikus. Öccse reklámszakember. Házas, három gyermek édesapja.
A fővárosban végezte iskoláit, előbb a Fazekas Gimnáziumba járt, majd rövid nyomdai kitérő után az ELTE földrajz-testnevelés szakán diplomázott. Ekkor már a Magyar Hírlap kulturális és sport rovatát erősítette, majd miközben a pécsi Janus Pannonius Egyetemre járt, általános iskolai földrajztanárként tanított, és bedolgozott előbb a Petőfi Rádióba, majd 1994-től a Danubius Rádióba, ahol előbb amerikai slágerlistát (WT40), majd éjszakai, később napi műsort vezetett. Időközben elvégezte a BGF PR szakát. Öt év után előbb a Juventus, majd a Rádió1 műsorvezetője lett, 2001-től a 102.1 BridgeFM programigazgatója. A Bridge megszűnése után visszatért a Juventus Rádióhoz, ahol majd egy tucat éven keresztül vezette előbb a reggeli műsort, majd a délutáni sávot, amit a SlágerFM-en folytatott, ami a Juventus jogutódja volt. Alapításától kezdve a Retro Rádió délutáni műsorát vezeti manapság.
Dolgozott több televízióban is, így a Magyar Televízióban, az HBO-n, a Viasat3-on, az EchoTV-ben, a LifeTv-ben és az OzoneTV-ben is. Számos reklám hangja. Több mint egy évtizede ceremóniamesterkedik.